# Plug anal
 (mars 2025).
Si vous disposez d'ouvrages ou d'articles de référence ou si vous connaissez des sites web de qualité traitant du thème abordé ici, merci de compléter l'article en donnant les références utiles à sa vérifiabilité et en les liant à la section « Notes et références ».
En pratique : Quelles sources sont attendues ? Comment ajouter mes sources ?
Pour les articles homonymes, voir Plug.

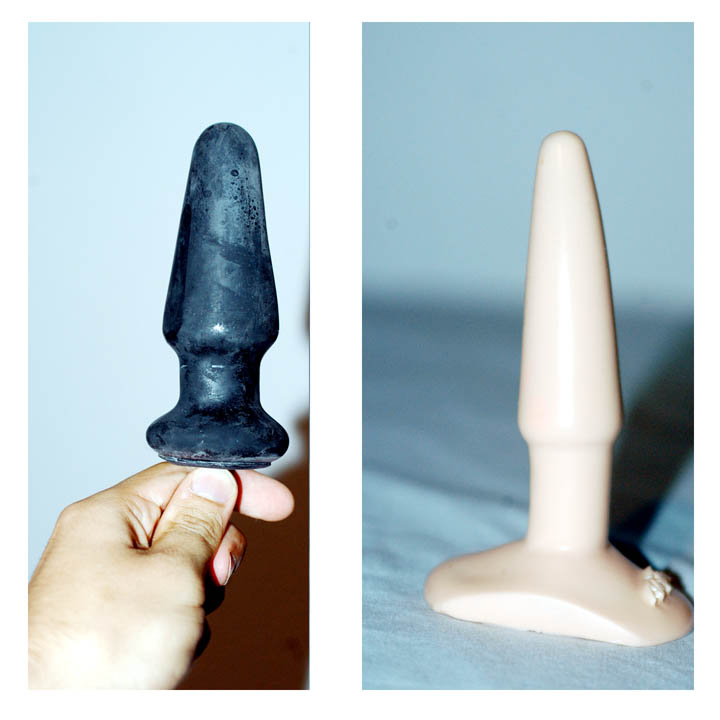
Deux modèles de plugs anaux.

Un plug anal (de l'anglais plug, signifiant bouchon mâle, fiche), est un jouet sexuel de forme conique destiné à être introduit dans l'anus, afin de provoquer une excitation sexuelle. Il permet aussi d'élargir l'anus pour préparer à la sodomie. 

## Usages
Les dimensions d'un plug sont adaptées à une utilisation anale plutôt que vaginale.

### Préparation à la sodomie
Le plug peut être employé pour la dilatation de l'anus dans le cadre de la pratique de la sodomie ou du fist anal. En effet une fois inséré, le plug permet de détendre les muscles autour de l'anus. Au préalable l’introduction d’un doigt permet de détendre les muscles. L’introduction du plug dans l'anus doit s’effectuer en douceur à l’aide de mouvements circulaires doux. Une fois la zone anale dilatée, la pénétration est plus facile. L’utilisation d’un gel est recommandée pour éviter d’éventuelles déchirures et douleurs, car l’anus ne lubrifie pas naturellement.

### Stimulation de la prostate
L’insertion d’un plug anal dans l’anus d’un homme est une des méthodes pour stimuler le point G des hommes situé près de la prostate, qu'on appelle aussi point P.

### Masturbation et plug
Les gens peuvent se masturber et en même temps se sodomiser avec un plug anal.

### Autres utilisations
Un plug peut consister, pour la personne qui le porte, à le conserver pendant qu'elle s'adonne à d'autres activités, voire en présence d'autrui, en tentant d'éprouver du plaisir sans que cela se voie.
Les dimensions d'un plug sont plus ou moins adaptées au vagin ou à l'anus

### Sécurité
L'emploi d'un plug présente des risques, notamment celui de déchirure des tissus rectaux dans le cas d'une stimulation anale. L'utilisation de lubrifiant anatomique est impérativement conseillée. En contact avec les liquides biologiques (notamment le sang, les selles, les sécrétions vaginales), l'objet peut être vecteur d'infections sexuellement transmissibles. Il est conseillé de l'utiliser avec un préservatif et de le laver après usage avec un savon antibactérien.

## Matériaux et formes
Un plug peut être fabriqué en latex, en PVC souple (le matériau le plus courant, car bon marché), parfois en métal, en bois, en matériaux transparents durs (résines, pyrex…), en silicone, permettant un objet plus dense et souple, ou encore à paroi extensible afin d'être gonflable.
Toutes sortes de formes existent, la forme générale étant composée d'une partie large, d'un rétrécissement puis d'une terminaison large et plutôt plate. La terminaison peut être une ventouse, mais plus généralement il s'agit simplement d'un socle restant à l'extérieur, indispensable pour éviter au plug de rester dans l'anus. Certains plugs sont vibrants.
La forme que prend cet objet dépend de l'utilisation : plug de stimulation aux dimensions anatomiques, ou plug de grande taille pour les jeux sexuels BDSM. Certains plugs ne peuvent pas être effectivement introduits.

## Art
En octobre 2014, le sculpteur américain Paul McCarthy a installé place Vendôme à Paris, une structure gonflable de 24 mètres de haut, Tree, qui en reprenait la forme. L'œuvre a été détruite et l’artiste agressé,.

## Dans la culture populaire
La série télévisée The Premise créée par B.J. Novak en 2021 place le plug anal au cœur d'une histoire de vengeance et de pardon (épisode 5 saison 1).